# Schismatoglottideae
Schismatoglottideae es una tribu de plantas con flores perteneciente a la familia Araceae. Tiene los siguientes géneros:

## Géneros
- Apatemone Schott = Schismatoglottis Zoll. & Moritzi
- Aridarum Ridl.
- Bucephalandra Schott
- Gamogyne N. E. Br. = Piptospatha N. E. Br.
- Heteroaridarum M. Hotta = Aridarum Ridl.
- Hottarum Bogner & Nicolson = Piptospatha N. E. Br.
- Microcasia Becc. = Bucephalandra Schott
- Phymatarum M. Hotta
- Piptospatha N. E. Br.
- Rhynchopyle Engl. = Piptospatha N. E. Br.
- Schismatoglottis Zoll. & Moritzi